# Villa Florida

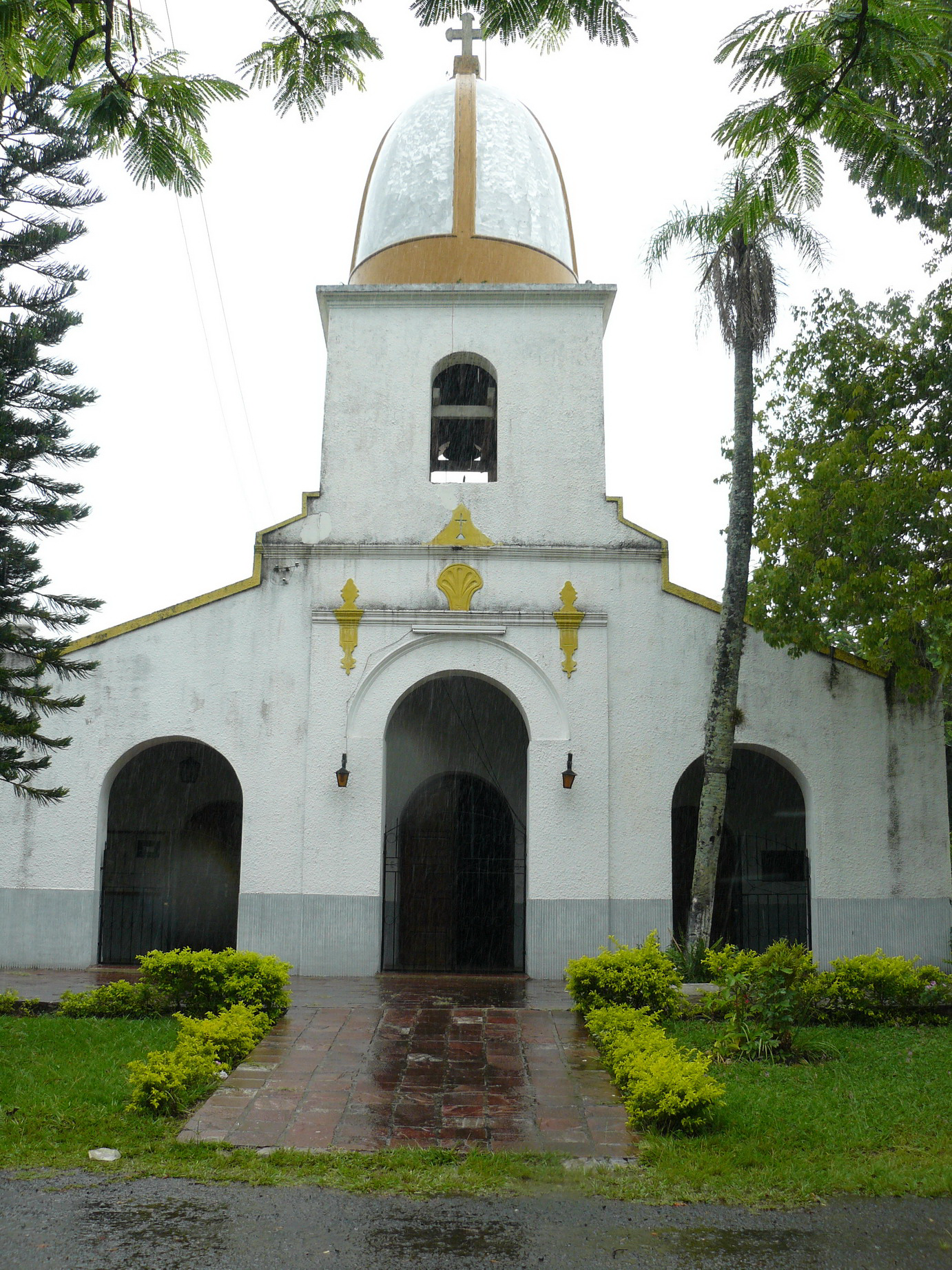
Iglesia principal de Villa Florida.

Villa Florida es una ciudad paraguaya ubicada a orillas del río Tebicuary, dando la entrada al departamento de Misiones. Inicialmente llamada Paso Santa María, aunque fue fundada previamente por los jesuitas en 1632. Fue oficialmente fundada el 6 de septiembre de 1880 bajo el gobierno del general Bernardino Caballero.
Esta comunidad misionera conocida como el Portal de las Misiones Jesuíticas del Paraguay.
Ubicada a 162 km de la ciudad de Asunción, vive principalmente de las actividades comerciales y turísticas vinculadas al río Tebicuary que casi lo envuelve totalmente, y a sus blancas y amplias playas de arena blanca. Sus habitantes también se dedican a la explotación ganadera. Su fiesta patronal la celebra el 8 de diciembre, día de la Inmaculada Concepción de María.

## Historia
Fue fundada el 6 de septiembre de 1880 por el General Bernardino Caballero. Denominada inicialmente Paso Santa María, era el paso obligado de las personas, para unir la zona central con el sur del país. 
Originalmente el paso, estaba situado a aproximadamente 800 m aguas arriba de donde hoy se encuentra el puente (que fue inaugurado en 1968). Se conserva en buen estado la ruta, que saliendo del río mantiene una particular línea recta por 19 km hasta unir con la ciudad de San Miguel. A 3 kilómetros del río, empalma con la ruta asfaltada.

## Geografía
La geografía de la zona está definida por una extensa sabana sin ondulaciones importantes, con un suelo rico en sales, que es apto principalmente para la actividad ganadera. Por las particularidades del suelo, no se observan montes, salvo en las cercanías del río Tebicuary. En las cercanías existen algunas minas de cal y hierro que eran explotadas antaño.

## Clima
El clima es mayormente templado cálido, con temperaturas que oscilan entre 25 a 35 °C los 8 meses del año, y de 3 a 24 °C en invierno.
El clima de esta ciudad es propicio para la práctica de actividades al aire libre. Los turistas deben tener un especial cuidado con el sol, utilizando protectores solares y evitando la exposición permanente.

## Demografía
El crecimiento demográfico en esta ciudad es prácticamente nulo, debido a la ausencia de opciones de trabajo para los jóvenes por ello gran parte de su población joven va en busca de trabajo a núcleos urbanos más poblados.
Villa Florida es uno de los únicos distritos que no cuenta con compañías dependientes de ella. Se divide en los siguientes barrios: Centro, Manga Itá, Manga Yvyra, San Isidro Labrador, San Miguel Arcángel, San Francisco de Asís, Zona de estancias.

## Economía
Los pilares económicos de esta ciudad la constituyen la actividad turística y las actividades ganaderas. La pesca merece un comentario especial, ya que hace unos años dejó de ser un atractivo, debido a un inconveniente que se da en todo el Paraguay y que es la depredación de la fauna ictícola, sin respeto a ley alguna. En la década de los 70, Villa Florida, era uno de los parajes obligados de cualquier pescador que se precie como tal. Hoy, si bien hay muchos habitantes que viven aún de la pesca y del acopio de peces, esto dejó de ser lo que otrora era un distintivo de esta ciudad.

## Deportes
Cuenta con dos equipos de fútbol que compiten en la Liga Misionera de Fútbol, el Club 12 de Junio y el Club Sport Tebicuary.
Actualmente se desarrolla el torneo interbarrial que va de abril a agosto.

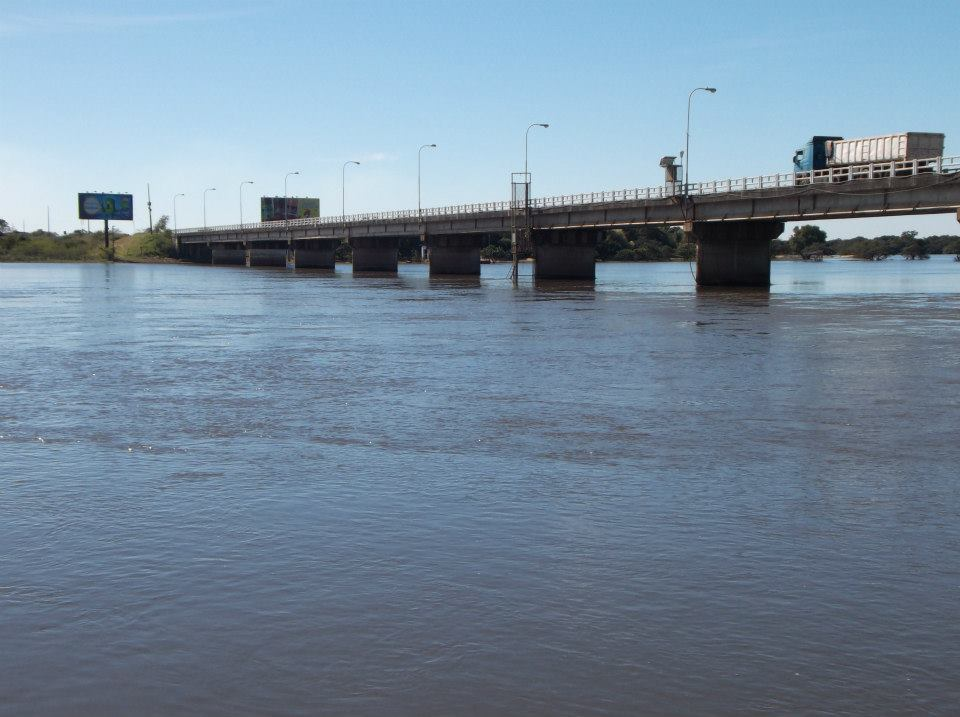
Puente de la Ruta PY01 sobre el río Tebicuary, con una longitud total de 450m y una altitud de 99,25

También cuenta con equipo de Rugby.

## Transporte
A esta ciudad llegan, de paso, buses procedentes de Asunción, Encarnación, y otros puntos de la Argentina. En la terminal de ómnibus de Asunción de pueden tomar buses cada 30 minutos, cuyo destino final es Encarnación o San Juan Bautista, que paran en esta ciudad.
Villa Florida cuenta también con una pista de aterrizaje para avionetas. La comunicación a través del río está prácticamente limitada a pequeñas embarcaciones, ya que hay pasos de muy poca profundidad.
Para llegar a Villa Florida desde Asunción uno debe tomar la Ruta PY01, en dirección sur hacia Encarnación. Villa Florida está a mitad de camino entre Asunción y Encarnación. Si viene de Ciudad del Este, se debe tomar la Ruta PY02, y al llegar a Itacurubí de la Cordillera, se toma el camino a Encarnación.

## Cultura
Cuenta con un Museo Histórico que ofrece imágenes talladas en piedra y madera. En conmemoración del centenario de la fundación oficial se instaló una gran cruz al lado de la Iglesia a orillas del río. La "Canción a Villa Florida" retrata la añoranza de este pedazo de tierra guaraní. Fructuoso Aguiar Agüero hizo la letra, e Hilarión Correa puso la música a esta inmortal obra.
En esta ciudad nació también Kike Pedersen, un renombrado arpista, proveniente de una familia de músicos. Fue cuna de Carlos Baez, exdelantero de Cerro Porteño de los años 80, mientras que Tasiano Quintin Paiva fue campeón con Cerro Porteño en 1994. Actualmente el futbolista consagrado es Néstor Camacho.

Existe una larga disputa intelectual y cultural entre florideños y sanjuaninos por cual es la ciudad natal de Agustín Pío Barrios, cual disputa argentina y uruguaya por la nacionalidad del mítico tanguero Carlos Gardel, cuyo debate continúa dividiendo hoy a ambos países, solo faltaba que el virtuoso guitarrista clásico Nitsuga Mangoré al igual que el maestro Gardel dejase en su testamento que no era ni argentino ni uruguayo, sino francés, pero tal cosa no ocurrió, pero si sucedió que los salvadoreños a su muerte, quisieron nacionalizarlo, el que no lo hayan hecho se lo debemos a otro maestro de la guitarra Cayo Sila Godoy que a la postre se convirtió en el mayor recopilador de las obras de Mangoré.

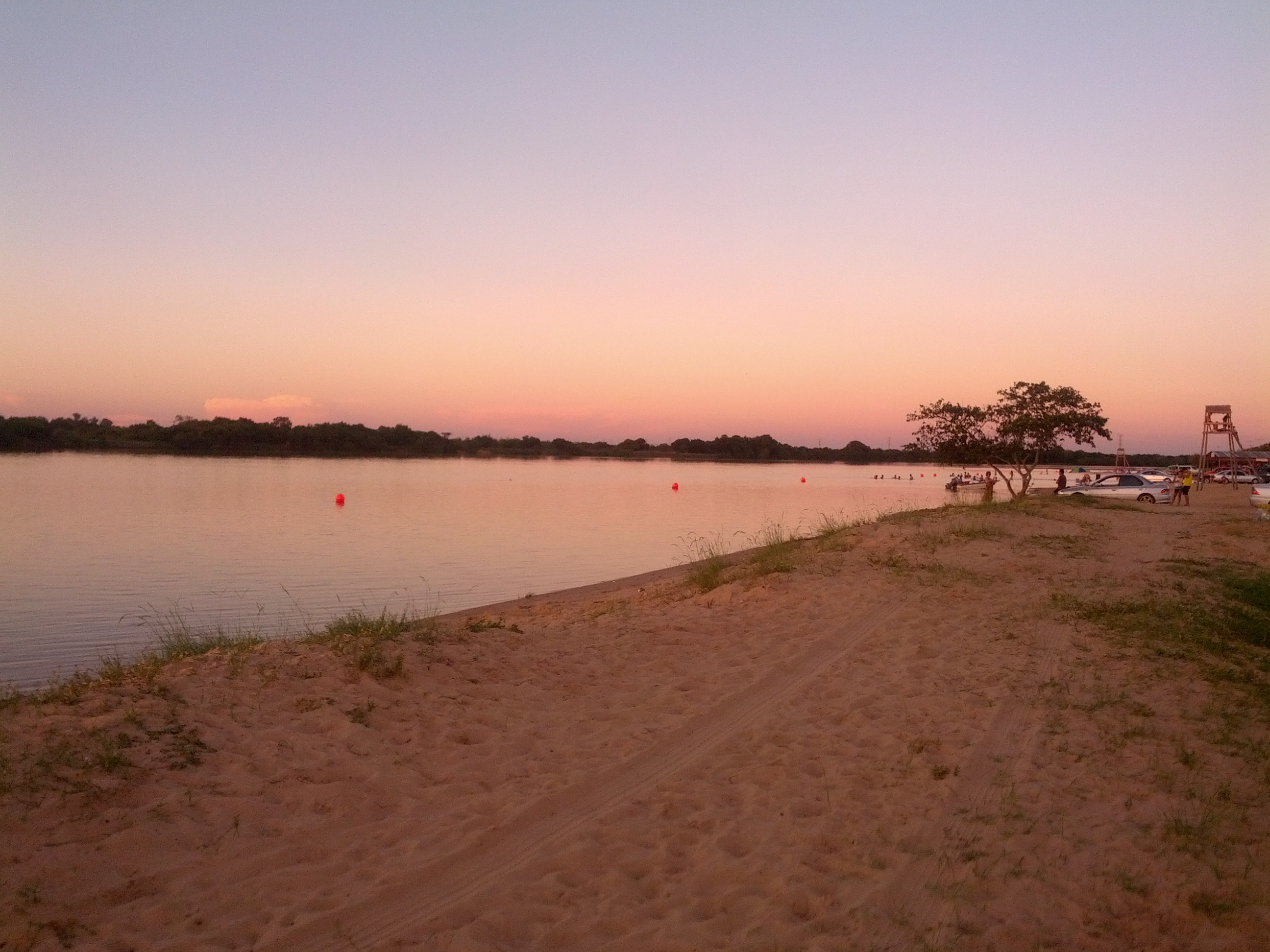
Atardecer en playa paraíso

## Turismo
La especialidad gastronómica de esta ciudad está relacionada con los platos sobre la base de pescado, como milanesa de surubí, surubí grillé, surubí a la napolitana, sopa de pescado y otras variedades de platos similares.
Se cuentan con varios hoteles, como el parador de la Dirección General de Turismo de la ciudad; el parador "Restaurant-Hotel La Misionera", ubicado exactamente a la mano izquierda de la ruta PY01 en el km 160 sentido-Asunción; el parador Centu Cue a 11 km al sur, sobre el río; el parador Las Mercedes, 7 km en dirección a Asunción; el hotel Playa, ubicado a la mano izquierda de la Ruta PY01 hacia Asunción, y varios otros albergues. 
El estilo natural de esta ciudad hace que el turismo ecológico sea bastante requerido. Otras atracciones muy interesantes tienen que ver con el turismo de estancia. Cerca de la ciudad existen varios establecimientos preparados para recibir visitantes y huéspedes.
A 12 km de Villa Florida, camino a Caapucú, se encuentra el museo Cabañas, localizado en el casco de la estancia (una construcción de más de 130 años) que otrora pertenecía al General Atanasio Cabañas, héroe en la batalla de Cerro Porteño y Tacuary (1810), previa a la emancipación independentista.
En el Verano 2013/2014 ha sido ubicado la mejor ciudad veraniega después de Encarnación gracias a grandes eventos y conciertos en las playas camping paraíso refundado ese año con la organización en seguridad y asistencia de turista.

## Gastronomía
Se basa principalmente en derivados de pescado de río, carne de res, carne de pollo y algunos animales silvestres.

## Educación
Cuenta con tres centros educativos, la Escuela Graduada 238 Gral. José Eduvigis Díaz, el Colegio Nacional Florideño y la Escuela y Colegio Técnico San Francisco de Asís.